# Atletiek op de Olympische Zomerspelen 2020 – 3000 meter steeplechase mannen
De 3000 meter steeplechase voor mannen  op de Olympische Zomerspelen 2020 vond plaats op vrijdag 30 juli en maandag 2 augustus 2021 in het  Olympisch Stadion. 

## Records
Voorafgaand aan het toernooi waren dit het wereldrecord en het olympisch record.
| Wereldrecord     | Saif Saaeed Shaheen | 7.53,63 | Brussel        | 3 september 2004 |
| Olympisch record | Conseslus Kipruto   | 8.03,28 | Rio de Janeiro | 17 augustus 2016 |

## Resultaten

### Series
De eerste drie van elke serie kwalificeerden zich direct voor de finale (Q). Van de overgebleven atleten kwalificeerden de zes tijdsnelsten zich ook voor de finale (q).

#### Serie 1
| Rang | Atleet           | Land | Tijd    | Bijz.  |
| ---- | ---------------- | ---- | ------- | ------ |
| 1    | Lamecha Girma    | ETH  | 8:09,83 | Q      |
| 2    | Ryuji Miura      | JPN  | 8:09,92 | Q, NR  |
| 3    | Benjamin Kigen   | KEN  | 8:10,80 | Q, SB  |
| 4    | Ala Zoghlami     | ITA  | 8:14,06 | PB, q  |
| 5    | Mohamed Tindouft | MAR  | 8:15,91 | q      |
| 6    | John Gay         | CAN  | 8:16,99 | PB, q  |
| 7    | Djilali Bedrani  | FRA  | 8:20,23 | (,223) |
| 8    | Mason Ferlic     | USA  | 8:20,23 | (,226) |
| 9    | Albert Chemutai  | UGA  | 8:29,81 |        |
| 10   | Vidar Johansson  | SWE  | 8:32,86 |        |
| 11   | Karl Bebendorf   | GER  | 8:33,27 |        |
| 12   | Carlos Sanmartin | COL  | 8:33,47 |        |
| 13   | Phil Norman      | GBR  | 8:46,57 |        |
| -    | Fernando Carro   | ESP  | -       | DNF    |
| -    | John Koech       | BRN  | -       | DNF    |

#### Serie 2
| Rang | Atleet               | Land | Tijd    | Bijz. |
| ---- | -------------------- | ---- | ------- | ----- |
| 1    | Abraham Kibiwott     | KEN  | 8:12,25 | Q     |
| 2    | Getnet Wale          | ETH  | 8:12,55 | Q     |
| 3    | Ahmed Abdelwahed     | ITA  | 8:12,71 | Q     |
| 4    | Matthew Hughes       | CAN  | 8:13,56 | SB, q |
| 5    | Yemane Haileselassie | ERI  | 8:14,63 | SB, q |
| 6    | Benard Keter         | USA  | 8:17,31 | PB, q |
| 7    | Avinash Sable        | IND  | 8:18,12 | NR    |
| 8    | Sebastián Martos     | ESP  | 8:23,07 |       |
| 9    | Ryoma Aoki           | JPN  | 8:24,82 |       |
| 10   | Abdelkarim Ben Zahra | MAR  | 8:28,63 | SB    |
| 11   | Edward Trippas       | AUS  | 8:29,90 |       |
| 12   | Louis Gilavert       | FRA  | 8:36,35 |       |
| 13   | Emil Blomberg        | SWE  | 8:39,57 |       |
| 14   | Zak Seddon           | GBR  | 8:43,29 |       |
| 15   | Hicham Bouchicha     | ALG  | 8:44,75 |       |

#### Serie 3
| Rang | Atleet               | Land | Tijd    | Bijz. |
| ---- | -------------------- | ---- | ------- | ----- |
| 1    | Soufiane El Bakkali  | MAR  | 8:19,00 | Q     |
| 2    | Topi Raitanen        | FIN  | 8:19,17 | Q, SB |
| 3    | Alexis Phelut        | FRA  | 8:19,36 | Q     |
| 4    | Osama Zoghlami       | ITA  | 8:19:51 |       |
| 5    | Leonard Bett         | KEN  | 8:19:62 |       |
| 6    | Hillary Bor          | USA  | 8:19:80 |       |
| 7    | Ben Buckingham       | AUS  | 8:20:95 | PB    |
| 8    | Ole Hesselbjerg      | DEN  | 8:24:08 |       |
| 9    | Bikila Tadese Takele | ETH  | 8:24:69 |       |
| 10   | Altobeli da Silva    | BRA  | 8:29:17 |       |
| 11   | Simon Sundström      | SWE  | 8:29:34 |       |
| 12   | Kosei Yamaguchi      | JPN  | 8:31:27 |       |
| 13   | Daniel Arce          | ESP  | 8:38:09 |       |
| 14   | Matthew Clarke       | AUS  | 8:42:37 |       |

### Finale
| Rang   | Atleet               | Land | Tijd    | Bijz. |
| ------ | -------------------- | ---- | ------- | ----- |
| Goud   | Soufiane El Bakkali  | MAR  | 8:08,90 |       |
| Zilver | Lamecha Girma        | ETH  | 8:10,38 |       |
| Brons  | Benjamin Kigen       | KEN  | 8:11,45 |       |
| 4      | Getnet Wale          | ETH  | 8:14,97 |       |
| 5      | Yemane Haileselassie | ERI  | 8:15,34 |       |
| 6      | Matthew Hughes       | CAN  | 8:16,03 |       |
| 7      | Ryuji Miura          | JPN  | 8:16,90 |       |
| 8      | Topi Raitanen        | FIN  | 8:17,44 | SB    |
| 9      | Ala Zoghlami         | ITA  | 8:18,50 |       |
| 10     | Abraham Kibiwott     | KEN  | 8:19,41 |       |
| 11     | Benard Keter         | USA  | 8:22,12 |       |
| 12     | Alexis Phelut        | FRA  | 8:23,14 |       |
| 13     | Mohamed Tindouft     | MAR  | 8:23,56 |       |
| 14     | Ahmed Abdelwahed     | ITA  | 8:24,34 |       |
| 15     | John Gay             | CAN  | 8:35,41 |       |

1920: Percy Hodge ·
1924: Ville Ritola ·
1928: Toivo Loukola ·
1932: Volmari Iso-Hollo ·
1936: Volmari Iso-Hollo ·
1948: Tore Sjöstrand ·
1952: Horace Ashenfelter ·
1956: Chris Brasher ·
1960: Zdzisław Krzyszkowiak ·
1964: Gaston Roelants ·
1968: Amos Biwott ·
1972: Kipchoge Keino ·
1976: Anders Gärderud ·
1980: Bronisław Malinowski ·
1984: Julius Korir ·
1988: Julius Kariuki ·
1992: Matthew Birir ·
1996: Joseph Keter ·
2000: Reuben Kosgei ·
2004: Ezekiel Kemboi ·
2008: Brimin Kipruto ·
2012: Ezekiel Kemboi ·
2016: Conseslus Kipruto ·
2020: Soufiane El Bakkali ·
2024: Soufiane El Bakkali